# Битва за Пешавар
Битва за Пешавар — битва, що сталася 27 листопада 1001 між армією Газневідів на чолі з Махмудом Газневі і армією лахорського раджі Джайпал Шахі. У битві під Пешаваром 27 листопада 1001 р. індійське військо було розгромлено, а сам Джайпал потрапив у полон до Газневідів. Це перша з багатьох великих битв під час розширення імперії Газневідів на Індійський субконтинент Махмудом.

## Напередодні
У 962 році Алп-Тегін, тюркський гулам або воїн-раб, який піднявся до командувача армією в Хорасані на службі у Саманідів, захопив Газну і став там правити. У 997 році Махмуд зійшов на престол у Газні, наступник Сабуктігіна, Махмуд почав енергійно розширювати свої володіння та поклявся щороку вторгатися в Індію, доки північні землі не стануть його. У 1001 році він прибув до Пешавара з добірною групою з 15 000 кавалеристів і великим корпусом газів і афганців. Це поклало початок боротьбі з індуїстським королівством Шахі, яке простягалося від Лагмана до Кашміру та від Сірхінда до Мултана. Індуїстський правитель Шахі Джаяпала напав на Газневідів, але зазнав поразки, а потім ще раз, коли його армія чисельністю понад 100 000 була розбита. Території були анексовані Газневідами.

## Битва
Розповідь про битву між тюркськими Газневідами та королівством Шахі було надано Аль-Утбі в Таріх Яміні. За словами Аль-Утбі, Махмуд поставив свій намет за містом, досягнувши Пешавара. Джаяпала деякий час уникав дій, чекаючи на підкріплення, а потім Махмуд прийняв рішення атакувати мечами, стрілами та списами. Джаяпала перекинув свою кавалерію та слонів, щоб вступити в бій з супротивником, але його армія зазнала рішучої поразки.
Згідно з джерелами, Джаяпала разом з членами його сім'ї були схоплені, а цінні особисті прикраси були зняті з в'язнів, включаючи намисто великої цінності Джаяпала. Кількість загиблих індусів коливалася від 5 000 до 15 000. Судячи з особистих прикрас, знятих з полонених індусів, армія Джаяпала не була готова до бою.

## Наслідки
Джаяпала був зв'язаний і виставлений на парад, і за звільнення членів його сім'ї був сплачений великий викуп. Джаяпала відчув поразку як велике приниження, і пізніше він збудував собі похоронне вогнище, запалив його та кинувся у вогонь.
Пізніше Махмуд завоював регіон верхнього Інду, а потім у 1009 році переміг сина Джаяпали Анандапалу в битві біля Чача. Потім він захопив Лахор і Мултан, передавши йому контроль над регіоном Пенджаб.